# Holy Diver
| Recensione | Giudizio |
| ---------- | -------- |
| AllMusic   |          |

Holy Diver è il primo album del gruppo musicale heavy metal Dio, uscito nel maggio 1983 per l'etichetta discografica Mercury Records.
Nel giugno del 2017 la rivista Rolling Stone ha collocato l'album alla sedicesima posizione dei 100 migliori album metal di tutti i tempi.

## Tracce
1. Stand Up and Shout – 3:15 –  (Ronnie James Dio, Jimmy Bain)
2. Holy Diver – 5:54 –  (Dio)
3. Gypsy – 3:39 –  (Dio, Vivian Campbell)
4. Caught in the Middle – 4:15 –  (Dio, Vinny Appice, Campbell)
5. Don't Talk to Strangers – 4:53 –  (Dio)
6. Straight Through the Heart – 4:32 –  (Dio, Bain)
7. Invisible – 5:26 –  (Dio, Appice, Campbell)
8. Rainbow in the Dark – 4:15 –  (Dio, Appice, Bain, Campbell)
9. Shame on the Night – 5:20 –  (Dio, Appice, Bain, Campbell)

## Formazione
- Ronnie James Dio - voce
- Vivian Campbell - chitarra
- Jimmy Bain - basso, tastiere
- Vinny Appice - batteria

## Setlist tour Holy Diver
1. Stand Up and Shout
2. The Sign of the Southern Cross
3. Children of the Sea
4. Rainbow in the Dark
5. Don't Talk to Strangers
6. Drum Solo: V. Appice
7. Shame on the Night
8. Invisible
9. The Mob Rules
10. Band Intros
11. Holy Diver
12. Stargazer
13. Guitar Solo: V. Campbell
14. Heaven and Hell
15. The Man on the Silver Mountain
16. Starstruck
17. The Man on the Silver Mountain (Reprise)
18. Neon Knights